# Leucaena magnifica
Espèce
Synonymes
- Leucaena shannonii subsp. magnifica C.E.Hughes[1]
- Leucaena shannonii C. E. Hughes[2]

Statut de conservation UICN

 EN B1+2c, C1+2a : En danger
Leucaena magnifica est une espèce de plantes à fleurs de la famille des Fabaceae.

## Publication originale
- Contributions from the University of Michigan Herbarium 21: 286. 1997. (20 Oct 1997)